# Martine Azencot
Martine Azencot (* 15. April 1954) ist eine französische Schauspielerin.
Azencot trat, auch unter anderen Schreibweisen ihres Familiennamens, in etlichen erotische Filmen zwischen 1972 und 1975 auf. Mehrmals drehte sie unter der Regie von Michel Lemoine. Mit Aufkommen des pornografischen Filmes verließ die kleine, blonde Darstellerin die Branche wieder.

## Filmografie (Auswahl)
- 1972: Les désaxées
- 1974: Règlements de femmes à OQ Corral
- 1976: Les week-ends maléfiques du Comte Zaroff